# 7te See

Deutsches Logo von 7te See

7te See ist ein Pen-&-Paper-Rollenspiel im Stil von Mantel-und-Degen-Filmen. Das Rollenspiel wurde ursprünglich 1999 in englischer Sprache unter dem Titel 7th Sea von der Alderac Entertainment Group (AEG) veröffentlicht und bildet das actionreiche Filmgenre im Spiel ab. Zusätzlich wird das Genre um verschiedene phantastische Elemente erweitert, so dass sich ein Crossover mit Fantasy ergibt, das im Spiel als Mantel, Degen und Zauberei bezeichnet wird.

## Veröffentlichung
7te See kam 2000 auf den deutschen Markt, die Rechte hierzu besaßen Welt der Spiele aus Lich und Games-In Verlag in München. Seitdem WdS nicht mehr existiert, hat Games-In die Alleinrechte. 
2017 wurde 7te See von Pegasus Spiele übernommen und neu veröffentlicht. Im April 2019 stellte Pegasus Spiele dann 7te See als Reaktion auf Massenentlassungen bei John Wick Presents wieder ein. Per 2023 wurde 7te See nicht wieder neu veröffentlicht. 

## System
7te See basiert ursprünglich auf einem roll-and-keep (werfen und behalten) genannten Mechanismus, bei dem eine Anzahl zehnseitiger Würfel geworfen wird, die sich aus den Fähigkeiten und Attributen des Charakters ergibt. Von diesen Würfeln werden allerdings nur so viele behalten, wie das jeweils relevante Attribut angibt, und das Ergebnis dann zusammen gezählt um einen bestimmten Schwierigkeitswert zu übertreffen. Die Details des Systems sind sehr darauf angelegt, die dramatische und actiongeladene Stimmung des Mantel-und-Degen-Genres zu unterstützen. So gibt es einen Panache genannten Wert, der die Schlagfertigkeit des Charakters widerspiegelt, Rufpunkte, die seine Berühmtheit anzeigen und so genannte Dramawürfel, die verschiedene cineastische Effekte erlauben und durch spektakuläre oder dramatische Aktionen gewonnen werden können.
2004 erschien auch eine auf dem d20-System basierenden Version von 7th Sea, für das es aber keine deutsche Ausgabe gibt. 

## Spielwelt
7te See greift das Motiv des klassischen Mantel-und-Degen-Films auf und ergänzt es durch zum Teil sehr düstere, magische Elemente.
Im Mittelpunkt stehen die dramatischen Abenteuer von meist bewusst überzeichnete Helden in einer Welt die an das Europa des 17. Jahrhunderts angelehnt ist. Piraten, Musketiere und Geheimgesellschaften sind ebenso Leitmotive wie der Kampf zwischen wissenschaftlichem Fortschritt und religiösem Fanatismus.
Die Stimmung und das Genre der 7ten See entspricht beispielsweise den Filmen Fluch der Karibik, Pakt der Wölfe, Zorro oder Gefährliche Liebschaften.

### Theah
Das Hauptaugenmerk der Handlung liegt auf dem fiktiven Kontinent Theah, der in weiten Zügen Europa ähnelt aber nicht gleicht. Der Kontinent ist von sechs Meeren umgeben, ein siebtes, die legendäre Siebte See soll sich irgendwo auf der Welt, die Terra genannt wird, befinden, ist aber allem Anschein nach nicht ohne weiteres zu erreichen.
Die meistverbreitete Religion ist der vaticinische Glaube. Er ähnelt in seinen Bräuchen dem katholischen Christentum, ist allerdings um einiges gnostischer. Der Glaube dreht sich um den Theus genannten Gott und seine vier Propheten (die Drei, die schon waren, und der Eine der noch kommen wird). Seit einiger Zeit ist eines der mächtigsten Instrumente der Kirche die heilige Inquisition, die in erster Linie gewaltsam gegen Magie und Hexerei, aber auch gegen den wissenschaftlichen Fortschritt kämpft und im Namen Theus' und des dritten Propheten grausame Hinrichtungen inszeniert.
Was Theah von Europa am deutlichsten unterscheidet, ist die Zauberei. Es gibt verschiedene Formen, die alle erblich und stark mit dem Adel assoziiert sind, da sie seit der Antike von den Herrscherfamilien weitergeben werden. Die meisten Nationen Theahs besitzen ihre ureigene Zauberei, die zumeist innerhalb des Hochadels verbreitet ist und daher den theahnischen Herrschern greifbar mehr Macht verleiht als den Menschen niederer Stände. Die Kirche betrachtet Zauberei in der Regel als Sünde, was aber Zauberer nur selten abhält, von ihren Fähigkeiten Gebrauch zu machen.

### Geschichte
Auch die Geschichte Theahs ähnelt weitestgehend der Europas, weicht aber in einigen Punkten auch stark von ihr ab:

#### Frühgeschichte
Den Wissenschaftlern ist bekannt, dass es lange vor den Menschen eine intelligente, nichtmenschliche Spezies (Syrneth genannt) gegeben hat, die Theah einst bevölkerte. Überall auf dem Kontinent und auf einigen vorgelagerten Inseln finden sich Ruinen und Artefakte, die darauf hindeuten, dass die Syrneth eine hochtechnologisierte Kultur besessen haben müssen.

#### Antike
Ähnlich dem Römischen Reich existierte auch auf Theah ein gewaltiges Weltreich. Das Numische Imperium hatte seinen Ursprung in der Vodaccischen Stadt Numa und hatte sich (ebenfalls analog zu Rom) von einer Republik zum Kaiserreich entwickelt. Die Geschichte erzählt, dass die Senatoren dieses Reiches einen Handel mit finsteren Mächten eingingen, um ein Gegengewicht gegen den übermächtigen Kaiser zu schaffen. Mit Hilfe syrnethischer Artefakte verliehen sie sich und ihren Familien magische Kräfte. Dieser Magiefaktor wurde bald erblich und breitete sich unter den Adelsfamilien der meisten Nationen aus.

#### Die Propheten
Der erste Prophet erschien in Numa und erklärte, das der Gott Theus ihn gesandt hätte. Er verkündete, dass Zauberei Sünde sei und die Menschen sich von dieser widernatürlichen Macht abwenden müssten. Auch kündigte er die Ankunft dreier weiterer Propheten an.
Der zweite Prophet führte einen strengen Verhaltenskodex ein und wurde im Reich des Halbmondes gefangen genommen und hingerichtet.
Der dritte Prophet begründete die Inquisition und rief die Kreuzzüge gegen das Reich des Halbmondes aus, um den Tod des zweiten Propheten zu rächen.
Die Prophezeiung über den vierten Propheten wird gemeinhin als Ankündigung der Apokalypse verstanden. Sein Auftauchen, so der Volksglaube, leitet das Ende der Welt ein.

### Nationen

#### Avalon
Avalon ist in erster Linie an das elisabethanische Großbritannien angelehnt, besitzt allerdings auch Anspielungen auf die Artussage. Wie auch bei Großbritannien handelt es sich um ein Inselreich, das aus mehreren Inseln, namentlich Avalon (angelehnt an England), Innesmore (Irland) und den Hochlandmarschen (Schottland) besteht. Die Herrscherin ist Königin Elaine, die sich vor allem um die Einigkeit der drei Inseln bemüht.

#### Eisenlande
Die Eisenlande entsprechen dem heiligen römischen Reich. Der Krieg des Kreuzes (Dreißigjähriger Krieg) ist gerade mit dem Selbstmord des Kaisers zu Ende gegangen, und das Land ist verwüstet. Die Nation teilt sich in mehrere Ländereien auf, die jeweils von regionalen Herrschern, den so genannten Eisenfürsten, regiert werden.

#### Kastilien
Kastilien ähnelt sehr der Iberischen Halbinsel (Spanien, Portugal), hat aber auch Anleihen an das Kalifornien des neunzehnten Jahrhunderts. So erscheint immer wieder ein als El Vago (der Vagabund) bekannter Volksheld (analog zu Zorro), der das Leben des noch sehr jungen Königs Sandoval beschützt und ein Gegengewicht zur übermächtigen Inquisition darstellt.

#### Montaigne
Montaigne ist sehr ähnlich dem absolutistischen Frankreich zur Zeit des Sonnenkönigs. Der Herrscher, Léon Alexandre du Montaigne, ist einer der mächtigsten Männer der Welt und ein offener Anwender von Hexerei. Seine öffentliche Bekenntnis zur Zauberei machte dessen Anwendung in Montaigne salonfähig und zog die Abscheu der Kirche auf die gesamte Nation.

#### Ussura
Ussura entspricht überwiegend Russland aber in Teilen auch anderen osteuropäischen Ländern, wie etwa Rumänien. Es ist noch sehr dem Mittelalter verhaftet doch Gaius Ilya der Schreckliche strebt nach Erneuerung. Über das ganze Land soll eine sagenumwobene Gestalt wachen, die Matuschka genannt wird. Sie wird fast gottgleich verehrt und ist die Personifizierung der Naturgewalten Ussuras. (vergleiche Baba Jaga und Väterchen Frost)

#### Vendel / Vesten
Diese Inseln im hohen Norden sind die Heimat zweier Kulturen: Zum einen leben hier die Vestenmannavnjar, die an die Wikinger angelehnt sind, zum anderen die an Holländer erinnernden Vendel. Diese entstammen zwar denselben Wurzeln, haben sich aber zu einem modernen und wirtschaftsorientierten Leben entschlossen. Die Handelsliga der Vendel hat mittlerweile wirtschaftlichen Einfluss in beinahe jedem Winkel des Kontinents.

#### Vodacce
Vodacce entspricht in Lage und Geschichte in etwa Italien, die Stimmung ist aber ganz speziell auf die Italienischen Stadtstaaten wie Florenz oder noch viel stärker Venedig gemünzt. Beherrscht wird das ganze Land von einigen Familien, die ständig miteinander im Streit liegen. Ähnlich den Medici oder dem Savoyen schmieden sie ununterbrochen Intrigen gegeneinander, und Giftanschläge gehören zur Tagesordnung. Sitz der Macht sind die Inseln im Süden des Landes, die ähnlich wie die Lagune von Venedig voller Kanäle und Brücken sind.
Außerdem gibt es noch zwei weitere Gebiete, die aber nicht im Fokus des Spieles stehen:

#### Das Reich des Halbmondes
Auf dem Reich des Halbmondes liegt der Bann der Kirche. Da es von Heiden bevölkert wird, die den zweiten Propheten ermordet haben, dürfen nur sehr wenige Menschen offiziell in dieses Land reisen. Dennoch sind Waren aus diesem an das Osmanische Reich erinnernde Gebiet unter Adligen sehr beliebt.

#### Kathay
Mit Kathay meinen die Theahner ein sagenumwobenes Land, das sich ganz im Osten hinter einer scheinbar undurchdringlichen Flammenwand befindet. Über dieses Gebiet sind beinahe keine Fakten bekannt, und doch kommen gelegentlich Händler durch die Flammen, um mit dem Kontinent Handel zu treiben (vergleiche Cathay).

### Magie in Théah
Die Magie Theahs unterscheidet sich ganz grundlegend von der üblichen Fantasy-Zauberei. Sie ist viel düsterer und viel stärker mit der Geschichte der Welt verknüpft. Der Volksglaube besagt, dass die Magie dem Pakt der numischen Senatoren mit der Legion (dämonischen Mächten) entstammt. Da jeder Senator seine eigene Macht erhielt, teilt sich die Zauberei in so genannte Vermächtnisse auf. Im Jahr 1668 behaupten die Nationen (mit einigen Ausnahmen) jeweils ein bestimmtes Zaubervermächtnis für sich. Darüber hinaus sind die Gaben erblich, verlieren sich aber von Generation zu Generation, wenn nicht beide Eltern über ausreichend starkes Potential verfügen. Aus diesem Grund ist die Magie auch stark mit dem Adel assoziiert und wird nur selten, oder in abgeschwächter Form vom einfachen Volk praktiziert. Tatsächlich trifft dieser Glaube nicht auf alle Formen der Magie zu, doch ist das die allgemein anerkannte Sichtweise und Dogma der Kirche, welche die Magie entschieden bekämpft.